# Meggyesi Tamás
Meggyesi Tamás (Perse, 1936. április 12. –) Széchenyi-díjas magyar építészmérnök, városépítés-városgazdasági szakmérnök, professor emeritus.

## Élete
Budapesten 1960-ban a BME Építészmérnöki karán szerzett okleveles építészmérnöki, majd 1965-ben ugyanott  okleveles városépítés-városgazdasági szakmérnöki végzettséget. 1981-ben a műszaki tudományok kandidátusa, 1994-ben doktora címet szerzett.
1960 és 1962 között a Budapesti Városépítési Tervező Intézetnél tervezőként dolgozott. 1962-től dolgozott a  Budapesti Műszaki Egyetem Urbanisztika tanszékén. 1962 és 1970 között egyetemi tanársegéd, 1970 és 1982 között egyetemi adjunktus, 1982 és 1993 között egyetemi docens volt. 1993-tól a  BME Építészmérnöki karának Urbanisztikai tanszékén egyetemi tanár. 1992 és 2000 között tanszékvezető volt. Közben – párhuzamosan – 1990-től a Közlekedési, Hírközlési és Építési Minisztérium Területrendezési Főosztályának főosztályvezetőjeként dolgozott, illetve 1992 és 2002 között a Pollack Mihály Műszaki Főiskola Urbanisztika tanszékének  tanszékvezető főiskolai tanára volt.

## Díjai, elismerései
- Ybl Miklós-díj (1992)
- Széchenyi-díj (2004)
- Hild János-díj (2005)
- Magyar Urbanisztikáért-díj (2011)

## Műveiből (válogatás)
- Magyarország hagyományos lakókörnyezeti kultúráinak tipológiája. Településtudományi közlemények 35/1987
- Utcák és terek az alföldi kertes településekben. ÉVM kiadvány. Budapest, 1989
- Az égi Jeruzsálem. Urbanisztika 2000. Akadémiai Kiadó, 1999
- A transzparencia. Hely és jelentés. Tanulmányok az építészetről és a városról(szerk. Kerékgyártó Béla) Terc Kiadó Bp., 2002)
- A külső tér. Műegyetemi Kiadó. Budapest, 2003

## Társadalmi szerepvállalása
- 1963-tól a Magyar Építőművészek Szövetségének tagja
- 1968-től a Magyar Urbanisztikai Társaság tagja, 1988 és 2003 között a Társaság Vezetőségének tagja
- 1968 és 1990 között a Műszaki és Természettudományi Szövetség tagja
- 1990 és 2000 között az ICOMOS tagja és a Történeti Városok bizottságának vezetője
- 1982-től a Magyar Tudományos Akadémia Településtudományi Bizottságának tagja
- 1992-től A Magyar Építész Kamara tagja
- 1972 és 1992 között az UIA[3] Városrendezési munkabizottságának tagja

## Legfontosabb külföldi meghívásai
- 1987: 1988 meghívott előadó a Leewarden Politechnic (Hollandia) Environmental Management szakán  (2×1-1 hónap)
- 1995: előadás a Princeton University of Urban Planning szakán (USA)
- 1999-2001: előadások az isztambuli Mimar Sinan műszaki főiskolán tartott nemzetközi Urban Design  szemináriumon (Törökország)[4]